# Alticola
Alticola (Blanford, 1881) è un genere di roditori della famiglia dei Cricetidi.

## Descrizione

### Dimensioni
Al genere Alticola appartengono roditori di piccole dimensioni, con lunghezza della testa e del corpo tra 80 e 140 mm, la lunghezza della coda tra 15 e 54 mm e un peso fino a 49 g.

### Caratteristiche craniche e dentarie
Il cranio è delicato, arrotondato con un rostro corto e sottile. Gli incisivi superiori sono lisci, quelli inferiori sono relativamente corti, i molari sono privi di radici e ipsodonti, ovvero con una corona alta. La loro forma prismatica è tipica della famiglia.
Sono caratterizzati dalla seguente formula dentaria:

### Aspetto
La pelliccia è lunga, densa e soffice. Il colore varia dal giallo-sabbia al marrone scuro. La muta stagionale è appariscente, alcune forme diventano completamente bianche in inverno. Gli occhi sono relativamente grandi. Le orecchie sono di proporzioni normali e rotonde, spesso fuoriescono dalla pelliccia e sono fornite di un antitrago. Le zampe sono di forma normale, il pollice è rudimentale, talvolta munito di un'unghia appiattita, gli artigli sono corti ma affilati, quelli dei piedi leggermente più lunghi di quelli delle mani. Sono presenti cinque cuscinetti sul palmo delle mani e sei sulla pianta dei piedi. La coda varia da un quinto a metà della lunghezza della testa e del corpo, è ricoperta densamente di lunghi peli rigidi i quali formano un ciuffo terminale di lunghezza variabile. Le femmine hanno 2 paia di mammelle pettorali e 2 paia inguinali.

## Distribuzione
Il genere è diffuso nell'Asia centrale, dal Kazakistan fino alla Mongolia ad est e all'India nord-occidentale a sud.

## Tassonomia
Il genere comprende 12 specie.
- Il cranio è normale.
  - Sottogenere Alticola - Il rivestimento di smalto dei molari è sottile.
    - Alticola albicaudus
    - Alticola argentatus
    - Alticola barakshin
    - Alticola montosa
    - Alticola roylei
    - Alticola semicanus
    - Alticola stoliczkanus
    - Alticola tuvinicus

  - Sottogenere Aschizomys (Miller, 1899) - Il rivestimento di smalto dei molari è spesso.
    - Alticola lemminus
    - Alticola macrotis
    - Alticola olchonensis
- Il cranio è appiattito.
  - Sottogenere Platycranius (Kastschenko, 1901) 
    - Alticola strelzowi